# European Award of Excellence City for Children
Der European Award of Excellence City for Children ist eine Auszeichnung für kinderfreundliche Projekte in europäischen Großstädten mit mehr als 100.000 Einwohnern. Der seit dem Jahr 2009 jährlich in wechselnden Themenfeldern verliehene Preis wird ausgelobt vom Netzwerk Cities for Children, der Stadt Stuttgart, dem Kongress der Gemeinden und Regionen des Europarates (KGRE), dem Rat der Gemeinden und Regionen Europas (CEMR) und der Robert Bosch Stiftung.
Andere Bezeichnungen für die Auszeichnung lauten European Award City for Children, City for Children Award, European Award of Excellence "City for Children" oder – selten – Europäische Auszeichnung für kinderfreundliche Städte.

## Preisträger
- 2011, Thema Medienerziehung;[2]
  - Kategorie 1: Teilhabe durch Neue Medien;[2]
    - 3. Platz; Verleihung am 7. Juni 2011 für den Hannover Medienbus der niedersächsischen Landeshauptstadt Hannover[2]